# GPE Palmtop Environment
GPE Palmtop Environment proporciona un entorno al usuario con una interfaz para PDA que ejecuten GNU/Linux o cualquier otro sistema operativo basado en UNIX.
GPE no es un simple software, sino un completo entorno de componentes que hacen posible usar PDA GNU/Linux para tareas comunes como administrador de información personal (Personal Information Management (PIM)), acceso a la web y multimedia y varios y otras herramientas. Es útil en toda clase de dispositivos móviles con recursos limitados.

## Estructura
GPE proporciona una infraestructura de fácil y potente desarrollo de aplicaciones y la buena compatibilidad entre las soluciones de escritorios existentes. GPE utiliza sistema X Window, y GTK+. Además de proporcionar software del núcleo como bibliotecas compartidas, y quizás más importante, el ambiente de GPE define los estándares para el diseño y la interacción del programa. Se basa en el lenguaje de programación C y otros estándares comunes tales como SQL, XML, D-BUS.

## Licencia
GPE está comprometido con la idea de código abierto. Todos los componentes del núcleo de GPE están bajo la licencia de GNU, las aplicaciones que usan GPL y las librerías compartidas usando LGPL. Estos permiten la utilización libre del sistema GPE.

## Enlaces de Interés
- Opie
- Familiar Linux
- Linux embebido